# Edward Hopper
Edward Hopper (Nyack, Nova York, 22 de juliol de 1882 - Nova York, 15 de maig de 1967) fou un pintor estatunidenc conegut per les seves representacions realistes i misterioses de la soledat en els Estats Units contemporanis.

## Biografia[2][3][4][5]

### Els inicis
Nascut a Nyack, una petita ciutat a la vora del riu Hudson en una família burgesa, Hopper va entrar el 1900 a la New York School of Art. En aquest institut coincidirà amb altres futurs protagonistes de l'art nord-americà de principis dels anys cinquanta: Guy Pène du Bois, Rockwell Kent, Eugene Speicher i George Bellows.
No obstant això, els contactes que van resultar fonamentals per a la seva formació i per al seu desenvolupament com a pintor són tres dels professors de l'escola: William Merrit Chase, que el va animar a estudiar i a copiar el que veia en els museus; Kenneth H. Miller, que el va educar en el gust per una pintura nítida i neta, organitzada en una composició espacial ordenada i Robert Henri, que va contribuir a alliberar l'art de l'època del pes de les normes acadèmiques, oferint d'aquesta manera un exemple actiu al jove Hopper. Després d'aconseguir el seu títol, Hopper va obtenir el seu primer treball com a il·lustrador publicitari al C. Phillips & Company.

### Els viatges a l'estranger[6]
El 1906, va viatjar a Europa per primera vegada. A París, va experimentar amb un llenguatge formal proper al dels impressionistes. Després, el 1907, va viatjar a Londres, Berlín i Brussel·les. L'estil personal i inconfusible de Hopper, format per eleccions expressives precises, va començar a forjar-se el 1909, durant una segona estada a París de sis mesos, arribant també a pintar a Saint-Germain-en-Laye i Fontainebleau.
La seva pintura es caracteritza per un peculiar i rebuscat joc entre les llums i les ombres, per la descripció dels interiors, que aprèn de Degas i que perfecciona en el seu tercer i últim viatge a l'estranger el 1910 (a París i a Espanya), i pel tema central de la solitud. Mentre a Europa es consolidaven el fauvisme, el cubisme i l'art abstracte, Hopper se sent més atret per Manet, Pissarro, Monet, Sisley, Courbet, Daumier, Toulouse-Lautrec i per un pintor espanyol anterior a tots els esmentats: Goya.

### El retorn als Estats Units
Va tornar definitivament als Estats Units. En aquests moments Hopper abandona les nostàlgies europees que l'havien influït fins llavors i comença a elaborar temes relacionats amb la vida quotidiana nord-americana, modelant i adaptant el seu estil a la vida d'allà. Entre els temes que aborda, abunden sobretot les representacions d'imatges urbanes de Nova York i dels penya-segats i platges de la propera Nova Anglaterra.
El 1918 es va convertir en un dels primers integrants del Whitney Studio Club, el centre més dinàmic per als artistes independents de l'època. Entre 1915 i 1923 va abandonar temporalment la pintura per dedicar-se a noves formes expressives com el gravat, usant la punta seca i l'aiguafort, amb què va obtenir nombrosos premis i reconeixements, fins i tot algun de la prestigiosa National Academy.

### L'èxit
Nighthawks (Noctàmbuls, en català) és probablement el quadre més famós d'Edward Hopper. L'èxit aconseguit amb una exposició d'aquarel·les (1923) i una altra de llenços (1924) van fer de Hopper l'autor de referència dels realistes que pintaven escenes nord-americanes. La seva evocadora vocació artística va evolucionar cap a un fort realisme, que resulta ser la síntesi de la visió figurativa i el sentiment poètic que Hopper percep en els seus objectes.
A través d'imatges urbanes o rurals, immerses en el silenci, en un espai real i metafísic alhora, Hopper aconsegueix projectar en l'espectador un sentiment d'allunyament del tema i de l'ambient en el qual està fortament immers, per mitjà d'una acurada composició geomètrica del llenç, per un sofisticat joc de llums, fredes, tallants i intencionadament «artificials», i per una extraordinària síntesi dels detalls. L'escena apareix gairebé sempre deserta; en els seus quadres gairebé mai trobem més d'una figura humana, i quan n'hi ha més d'una el que destaca és l'alienació dels temes i la impossibilitat de comunicació resultant, que aguditza la soledat. Alguns exemples d'aquest tipus d'obres són Noctàmbuls o Despatx en una ciutat petita (1953).
El 1933, el Museu d'Art Modern de Nova York li va consagrar la primera retrospectiva, i el Whitney Museum la segona, el 1950. Hopper va morir el 15 de maig del 1967 al seu estudi novaiorquès, prop de Washington Square.

## Obres[2][8][9][10]
El 1925 creà House by the Railroad, una obra clàssica que marcà el pas a la seva maduresa artística. Aquesta pintura és la primera d'una sèrie de severes escenes urbanes i rurals en les quals utilitzà línies afilades i grans formes, que es mostren sota una il·luminació inusual que captura la naturalesa solitària dels éssers que s'hi representen. Sempre tracta d'escenes de la vida del carrer estatunidenca, com ara gasolineres, motels, bars o carreteres.
La seva obra més popular, Nighthawks (1942), ens mostra els clients solitaris que freqüenten un restaurant que obre tota la nit. L'aspra il·luminació elèctrica del restaurant fa que l'escena contrasti vivament amb la negra nit que hi ha a fora. Els clients, asseguts en tamborets al llarg de la barra, estan aïllats els uns dels altres, i fan que l'espectador es pregunti "què els ha portat a aquell lloc en una hora tan tardana". Altres pintures famoses de Hopper són Chop Suey, Rooms for Tourists i Office in a Small City.
Les escenes rurals de Nova Anglaterra de Hopper, com ara Gas (1940), també segueixen una línia melancòlica. Si considerem els temes de la seva obra, Hopper pot ser comparat amb Norman Rockwell, però mentre que Rockwell exaltava la vida estatunidenca en els pobles, Hopper descriu la vida rural, a la qual dona el mateix sentit de solitud que utilitza en les escenes urbanes. També aquí Hopper fa ús dels espais amplis, representats per una gasolinera solitària al costat d'una carretera buida, destacant el contrast entre la llum natural del cel, matisada per la frondositat del bosc, i la brillantor de la llum artificial de l'interior de la gasolinera.
L'any 2004, una vasta col·lecció de les pintures de Hopper va ser duta de gira per diferents llocs d'Europa. Al museu Tate Modern de Londres l'exposició va ser vista per 420.000 persones al llarg de tres mesos d'exhibició.

### Obres principals
| Títol original         | Tècnica         | Data | Col·lecció                      | Dimensions           | Imatge     |
| ---------------------- | --------------- | ---- | ------------------------------- | -------------------- | ---------- |
| Girl at Sewing Machine | oli sobre llenç | 1921 | Museu Thyssen-Bornemisza        | 48 cm × 46 cm        |            |
| Automat                | oli sobre llenç | 1927 | Des Moines Art Center           | 71,4 cm × 91,4 cm    |            |
| Chop Suey              | oli sobre llenç | 1929 | Barney A. Ebsworth Collection   | 81,3 cm × 96,5 cm    |            |
| Early Sunday Morning   | oli sobre llenç | 1930 | Whitney Museum of American Art  | 89,4 cm × 153 cm     |            |
| New York Movie         | oli sobre tela  | 1938 | Museu d'Art Modern de Nova York | 32 1/4 x 40 1/8"     |            |
| Office at Night        | oli sobre llenç | 1940 | Walker Art Center (Minneapolis) | 56,356 cm × 63,82 cm |            |
| Nighthawks             | oli sobre llenç | 1942 | Institut d'Art de Chicago       | 84,1 cm × 152,4 cm   | Nighthawks |
| Hotel Lobby            | oli sobre llenç | 1943 | Indianapolis Museum of Art      | 81,9 cm × 103,5 cm   |            |
| Office in a Small City | oli sobre llenç | 1953 | Metropolitan Museum of Art      | 71 cm × 102 cm       |            |

## Reconeixements i llegat
L'any 2006 el poeta català Ernest Farrés publicà un llibre de 50 poemes sobre Edward Hopper, obra que guanyà l'Englantina d'or dels Jocs Florals de Barcelona.